# ایکاریگاسکی، آئوموری
ایکاریگاسکی، آئوموری (به لاتین: Ikarigaseki) یک منطقهٔ مسکونی در ژاپن است که در ناحیه توهوکو واقع شده‌است. ایکاریگاسکی ۳٬۱۴۰ نفر جمعیت دارد.